# Strmačka
 Strmačka  falu Horvátországban Károlyváros megyében. Közigazgatásilag Cetingradhoz tartozik.

## Fekvése
Károlyvárostól 41 km-re délkeletre, községközpontjától 3 km-re délnyugatra, a Kordun területén fekszik.

## Története
Lakosságát csak 1953-óta számlálják önállóan, akkor 59-en lakták. 2011-ben 23 lakosa volt.

## Lakosság
| Lakosság változása | Lakosság változása | Lakosság változása | Lakosság változása | Lakosság változása | Lakosság változása | Lakosság változása | Lakosság változása | Lakosság változása | Lakosság változása | Lakosság változása | Lakosság változása | Lakosság változása | Lakosság változása | Lakosság változása | Lakosság változása |
| ------------------ | ------------------ | ------------------ | ------------------ | ------------------ | ------------------ | ------------------ | ------------------ | ------------------ | ------------------ | ------------------ | ------------------ | ------------------ | ------------------ | ------------------ | ------------------ |
| 1857               | 1869               | 1880               | 1890               | 1900               | 1910               | 1921               | 1931               | 1948               | 1953               | 1961               | 1971               | 1981               | 1991               | 2001               | 2011               |
| 0                  | 0                  | 0                  | 0                  | 0                  | 0                  | 0                  | 0                  | 0                  | 59                 | 45                 | 48                 | 0                  | 0                  | 22                 | 23                 |